# To nie jest hip-hop. Rozmowy
To nie jest hip-hop. Rozmowy – pierwsza część tomu z wywiadami-rzeka z zasłużonymi przedstawicielami polskiej sceny hiphopowej. Książka ukazała się na rynku 8 czerwca 2018 roku nakładem wydawnictwa No Dayz Off.

## Info
Prace nad książką rozpoczęły się wiosną 2016 roku i trwały przez ponad dwa lata. Autorami wywiadów są Jacek Baliński i Bartek Strowski. Za zdjęcia odpowiedzialny był Maciej Bogucki, a za ilustracje Mateusz Holak.
Po premierze „To nie jest hip-hop. Rozmowy” spotkały się z uznaniem opiniotwórczych mediów, takich jak „Polityka”, „Rzeczpospolita” czy „Wprost”.
Pierwszy nakład został wyprzedany w niecały rok. Przy okazji premiery drugiej części książki pod koniec września 2019 roku na rynku ukazał się dodruk poprzedniego tomu. Następne dodruki ukazały się w grudniu 2020 oraz październiku 2021 roku, wraz z premierą kolejnych dwóch tomów publikacji.
Podczas panelu dyskusyjnego w Centrum Sztuki Współczesnej Zamek Ujazdowski Marcin „Tytus” Grabski powiedział o „To nie jest hip-hop. Rozmowy”, że jest to „kompendium polskiego hip-hopu”.

## Lista rozmówców
- Michał „Ajron” Dąbal – producent muzyczny i operator filmowy;

- Maciej „Bilon” Bilka – raper znany z zespołu Hemp Gru oraz przedsiębiorca;
- Wojciech „Dizkret” Nosowski – były raper oraz przedsiębiorca z branży kreatywnej;
- Michał „DJ Eprom” Baj – didżej, producent muzyczny i realizator dźwięku;
- Rafał Grobel – wydawca, menedżer i producent wykonawczy;
- Marcin „Groh” Grośkiewicz – właściciel wytwórni U Know Me Records;
- Waldemar Kasta – raper oraz konferansjer na galach KSW;
- Marcin „Kosi” Kosiorek – raper znany z zespołu JWP/BC;
- Adam „Łona” Zieliński – raper i prawnik;
- Kamil „Ment XXL” Kraszewski – producent muzyczny znany z duetów Rasmentalism i Flirtini;
- Mikołaj „NOON” Bugajak – producent muzyczny i realizator dźwięku;
- Paweł „Pezet” Kapliński – raper i założyciel firmy odzieżowej Koka Clothing;
- Łukasz Stasiak – raper i współwłaściciel wytwórni Alkopoligamia.com;
- Piotr „Steez83” Szulc – producent muzyczny znany z zespołu PRO8L3M, didżej i przedsiębiorca;
- Marcin „Tytus” Grabski – właściciel wytwórni Asfalt Records;
- Winicjusz „Wini” Bartków – założyciel firmy odzieżowej Stoprocent i raper;
- Paweł „Włodi” Włodkowski – raper znany z zespołu Molesta Ewenement;
- Tomasz Woźniak – były menedżer Pezeta i przedsiębiorca z branży informatycznej;
- Anna Wójcik – była szefowa działu muzycznego wytwórni Prosto;
- Mateusz „Żabson” Zawistowski – raper.